# إبعزيز (آيت عباس)
إبعزيز هي إحدى مشيخات المملكة المغربية، تتبع جغرافيا لإقليم أزيلال وإداريًا لآيت عباس. يقدر عدد سكانها بـ 1707 نسمة حسب الإحصاء الرسمي للسكان والسكنى لسنة 2004.